# Campeonato Mundial Sub-20 de Futsal de la AMF
El Campeonato Mundial Sub-20 de Futsal de la AMF es un torneo internacional de futsal o fútbol de salón, en el que compiten las selecciones nacionales juveniles de los países miembros de la Asociación Mundial de Futsal (AMF). Surgido en 2014, este evento deportivo está organizando por la AMF y se lleva a cabo cada cuatro años. Es el torneo más importante de selecciones nacionales de fútbol de salón en esta categoría (Sub-20) que compiten bajo el reglamento de la Asociación Mundial de Futsal.
Hasta el momento se han disputado dos torneos de esta categoría. El primero en Chile en el año 2014 dejando como primer campeón al Seleccionado de Argentina y la segunda edición que fue disputada en Colombia, y coronó a la Selección de Paraguay.
Con este torneo los hinchas acceden a un espectáculo  de categoría internacional y son testigos de la exquisita técnica de los deportistas, pues el formato permite apreciar jugadas de gran nivel. El torneo sirve como preparación y consolidación de bases de cara a las selecciones de mayores y proyectando el Campeonato Mundial de Mayores regido por esta misma institución.
A mediados de 2021 se presentó una división en el fútbol de salón y actualmente existen dos confederaciones que desean regular este deporte compitiendo entre ellas. Una de esas organizaciones mundiales es la Asociación Mundial de Futsal y la otra es la Federación Internacional de Fútbol de Salón generando y naciendo la guerra entre AMF vs. FIFUSA por el dominio del fútbol de salón.
En 2024 la AMF realizó el Campeonato Mundial Sub-20 de futsal de la AMF 2024 en España y en ese mismo año la FIFUSA llevó a cabo el Campeonato Mundial Sub-20 de futsal de la FIFUSA 2024 en Argentina.
Actualmente mientras que en la AMF en la rama masculina el campeón reciente es la Selección de Colombia , en FIFUSA el campeón actual es la Selección de Argentina .

## Resultados
| Año          | Sede         | Campeón      | Resultado      | Subcampeón   | Tercer lugar | Resultado | Cuarto lugar |
| ------------ | ------------ | ------------ | -------------- | ------------ | ------------ | --------- | ------------ |
| 2014 Detalle | Chile        | Argentina    | 5-3            | Paraguay     | Colombia     | 6-0       | Chile        |
| 2018 Detalle | Colombia     | Paraguay     | 3-2 (t. s.)    | Argentina    | Brasil       | 4-2       | Cataluña     |
| 2024 Detalle | Cataluña     | Colombia     | 3-3 (3-1) (p.) | Paraguay     | Brasil       | 5-3       | Uruguay      |
| 2028 Detalle | Bandera de ? | Bandera de ? | -              | Bandera de ? | Bandera de ? | -         | Bandera de ? |

## Palmarés
La lista a continuación muestra a los equipos que han estado entre los cuatro mejores puestos de alguna edición del torneo.
En cursiva, los años en que el equipo logró dicha posición como local.
| Equipo    | Campeón  | Subcampeón     | Tercer lugar   | Cuarto lugar |
| --------- | -------- | -------------- | -------------- | ------------ |
| Paraguay  | 1 (2014) | 2 (2018, 2024) |                |              |
| Argentina | 1 (2014) | 1 (2018)       |                |              |
| Colombia  | 1 (2024) |                | 1 (2014)       |              |
| Brasil    |          |                | 2 (2018, 2024) |              |
| Chile     |          |                |                | 1 (2014)     |
| Cataluña  |          |                |                | 1 (2018)     |
| Uruguay   |          |                |                | 1 (2024)     |

## Tabla general histórica
| Pos. | Equipo             | Pts | N.º | J  | G  | E | P  | GF  | GC  | Dif. | Rend.  |
| ---- | ------------------ | --- | --- | -- | -- | - | -- | --- | --- | ---- | ------ |
| 1    | Paraguay           | 31  | 3   | 18 | 15 | 1 | 2  | 114 | 34  | +80  | 86,11% |
| 2    | Colombia           | 29  | 3   | 17 | 14 | 1 | 2  | 130 | 16  | +114 | 85,29% |
| 3    | Brasil             | 24  | 3   | 16 | 12 | 0 | 4  | 81  | 44  | +37  | 75%    |
| 4    | Argentina          | 22  | 2   | 12 | 11 | 0 | 1  | 69  | 22  | +47  | 91,67% |
| 5    | Cataluña           | 14  | 3   | 16 | 6  | 2 | 8  | 47  | 59  | -12  | 43,75% |
| 6    | Uruguay            | 10  | 2   | 10 | 5  | 0 | 5  | 48  | 29  | +19  | 50%    |
| 7    | Italia             | 8   | 3   | 15 | 4  | 0 | 11 | 47  | 70  | -23  | 14,28% |
| 8    | Chile              | 5   | 1   | 6  | 2  | 1 | 3  | 31  | 23  | +8   | 41,67% |
| 9    | México             | 5   | 1   | 6  | 2  | 1 | 3  | 10  | 17  | -7   | 41,67% |
| 10   | Australia          | 5   | 3   | 13 | 2  | 1 | 10 | 34  | 73  | -39  | 19,23% |
| 11   | Sudáfrica          | 4   | 1   | 5  | 2  | 0 | 3  | 22  | 23  | -1   | 40%    |
| 12   | Francia            | 4   | 1   | 5  | 2  | 0 | 3  | 13  | 25  | -12  | 40%    |
| 13   | Marruecos          | 4   | 2   | 10 | 1  | 2 | 7  | 17  | 31  | -14  | 40%    |
| 14   | India              | 4   | 3   | 12 | 2  | 0 | 10 | 20  | 152 | -132 | 40%    |
| 15   | Bolivia            | 3   | 1   | 4  | 1  | 1 | 2  | 20  | 16  | +4   | 37,5%  |
| 16   | Curazao            | 3   | 1   | 4  | 1  | 1 | 2  | 10  | 15  | -5   | 37,5%  |
| 17   | Mónaco             | 3   | 1   | 5  | 1  | 1 | 3  | 28  | 35  | -7   | 30%    |
| 18   | Estados Unidos     | 2   | 1   | 4  | 1  | 0 | 3  | 5   | 47  | -42  | 25%    |
| 19   | República de China | 0   | 1   | 3  | 0  | 0 | 3  | 5   | 20  | -15  | 0%     |

## Participaciones mundialistas
| 1º  | Paraguay           | 3 | 2° | 1° | 2° | - |
| 2º  | Colombia           | 3 | 3° | CF | 1° | - |
| 3º  | Brasil             | 3 | CF | 3° | 3° | - |
| 4º  | Argentina          | 2 | 1° | 2° | -  | - |
| 5º  | Cataluña           | 3 | CF | 4° | CF | - |
| 6º  | Uruguay            | 2 | CF | -  | 4° | - |
| 7º  | Italia             | 3 | PF | CF | CF | - |
| 8º  | Chile              | 1 | 4° | -  | -  | - |
| 9º  | México             | 1 | -  | -  | CF | - |
| 10º | Australia          | 3 | PF | PF | CF | - |
| 11º | Sudáfrica          | 1 | -  | CF | -  | - |
| 12º | Francia            | 1 | -  | -  | PF | - |
| 13º | Marruecos          | 1 | -  | CF | NA | - |
| 14º | India              | 3 | PF | PF | PF | - |
| 15º | Bolivia            | 1 | -  | PF | -  | - |
| 16º | Curazao            | 1 | CF | -  | -  | - |
| 17° | Mónaco             | 1 | -  | -  | PF | - |
| 18° | Estados Unidos     | 1 | -  | PF | -  | - |
| 19° | República de China | 1 | PF | -  | -  | - |
| 20° | Suiza              | 0 | -  | -  | NA | - |
| 21° | China              | 0 | -  | NA | -  | - |
| 22° | Túnez              | 0 | NA | -  | -  | - |
| 23° | Canadá             | 0 | NA | -  | -  | - |

### Ítems
- 1°= Campeón
- 2°= Subcampeón
- 3°= Tercer Lugar
- 4°= Cuarto Lugar
- CF= Cuartos de final
- PF= Primera Fase
- NA= No Asistió (clasificado pero no pudo participar)
- - = No participó
- = Sede

#### Sub-20 FIFUSA
2024
Detalle

#### C-20 FIFUSA 2024
Sudamérica
(5 cupos)

#### C-15 AMF
2021
Detalle

#### C-15 AMF 2021
-

#### C-15 AMF 2025
CSFS (Sudamérica)
(? cupos)

#### C-20 AMF 2028
CSFS (Sudamérica)
(? cupos)

#### C-20 FIFUSA 2028
(Sudamérica)
(? cupos)